# 48934 Kočanová
(48934) Kočanová, denumire internațională (48934) Kocanova, este un asteroid din centura principală de asteroizi.

## Descriere
48934 Kočanová este un asteroid din centura principală de asteroizi. A fost descoperit pe 18 august 1998 la Modra de D. Kalmancok și A. Pravda. Asteroidul prezintă o orbită caracterizată de o semiaxă mare de 2,43 ua, o excentricitate de 0,19 și o înclinație de 2,5° în raport cu ecliptica.